# Arbeitsprobe
Eine Arbeitsprobe (seltener auch Situationsübung bzw. englisch work sample) ist eine im Personalwesen in Form einer Stichprobe gemessene repräsentative Arbeitsleistung, die meist dazu verwendet wird, die erfolgsrelevanten körperlichen, geistigen und emotionalen Verhaltensweisen, Kenntnisse, Kompetenzen oder Fähigkeiten eines Arbeitnehmers sowie dessen Arbeitsqualität im Hinblick auf die zukünftige berufliche Laufbahn und die damit einhergehende Wirtschaftlichkeit, Zusammenarbeit und Förderungen zu ermitteln oder zu bewerten. Dafür bekommt der Arbeitnehmer eine oder mehrere Aufgaben zugeteilt, bei denen er entweder direkt beobachtet wird (zum Beispiel bei einer Verhandlung mit Klienten) oder das erzeugte Resultat bewertet wird (zum Beispiel die Qualität eines Werkstückes).

## Anwendung und Differenzierung
Häufig finden Arbeitsproben im Rahmen eines Einstellungs- und Eignungsverfahrens wie zum Beispiel eines Assessment-Centers statt. Manchmal wird der Begriff auch allgemein für Aufgaben verwendet, die bestimmte Teilbereiche von beruflichen Anforderungen messen sollen. Hierzu gehören zum Beispiel Postkorb-Übungen, Gruppendiskussionen oder auch die Leistung in einer Simulation. Im Vergleich zu früheren Definitionen wird der Begriff heute weitläufiger aufgefasst (Funke 1993). Die untersuchten und geforderten Leistungen und Sachverhalte unterscheiden sich dabei nach den einzelnen Berufsgruppen und Positionen. So sind für Führungspositionen zum Beispiel andere Dinge relevant als im Handwerk. Auch die Dauer der Probe kann je nach Bereich sehr unterschiedlich sein.

## Arbeitsproben als Bestandteil der Lehre und Prüfung
Neben den internen Bewerbungsverfahren eines Unternehmens oder einer Einrichtung sind Arbeitsproben häufig Bestandteil einer Ausbildungsordnung, eines Gesellenbriefes oder einer anderen praktischen Prüfung.

## Arbeitsprobengestaltung
Um diesen Prozess möglichst realitätsnah an der tatsächlichen Arbeitswelt abzubilden, wird in simulationsorientierten Ansätzen versucht, die Gütekriterien psychodiagnostischer Verfahren wie eine hohe Inhaltsvalidität einzuhalten. Eine Arbeitsprobe setzt meist Vorerfahrungen des Teilnehmers mit der Tätigkeit voraus. Daher lassen sich bei unausgebildeten Kräften eher die Schnelligkeit bei der Einübung und dem Lernen, Soft Skills oder Bemühung und Arbeitsmoral messen. Um den Probanden über seine Arbeitsleistung aufzuklären, bietet sich ein entsprechendes Feedback an.

## Vor- und Nachteile des Einsatzes von Arbeitsproben
Da Arbeitsproben nach Schmidt und Hunter eine hohe Augenscheinvalidität für die Testanwender besitzen, wird die Erhebungsstrategie gut von den betroffenen Personen akzeptiert. Allerdings erweist sich die Konstruktion, Durchführung und Auswertung als aufwändig und ist meist so stark an eine Tätigkeit gebunden, dass sie nicht auf andere Tätigkeiten übertragen werden kann. Daher fehlt einigen Betrieben oft die Bereitschaft dafür. Zudem kann die Gefahr von Betriebsspionage bestehen (zum Beispiel in der Forschung und Entwicklung) und es können weitere Risiken durch den Arbeitnehmer entstehen. Allerdings ist die Wahrscheinlichkeit dafür meist gering, da es meist ein langes Bewerbungsverfahren gibt und es schwer ist, Interesse vorzutäuschen. Skepsis kann sich daher auch negativ auf das Vertrauen auswirken.
Arbeitnehmer sehen eine zu lange unbezahlte Probearbeit als Ausbeutung an.

## Abgrenzung zu Probearbeit und Situation im Arbeitsrecht
Während eine Arbeitsprobe verwendet wird, um einen Arbeitnehmer zu beurteilen, kann eine Probearbeit auch von dem Arbeitnehmer genutzt werden, um Arbeitgeber, Beruf und Betrieb besser kennenzulernen.
Probearbeitsverhältnisse können im Arbeitsrecht zu einem dauerhaften Arbeitsvertrag führen, müssen dies aber nicht. Entscheidend ist, ob es sich um eine Probearbeit oder Schnuppertage handelt. Bei Schnuppertagen (auch als Einfühlungsverhältnisse bezeichnet) erhält der Kandidat keine betrieblichen Arbeiten. Er muss keine Arbeitszeiten einhalten und keine konkreten Aufgaben erledigen. Da dies freiwillig geschieht und somit kein Arbeitsverhältnis begründet wird, muss der Arbeitgeber nicht entlohnen und hat auch keine Sozialversicherungspflicht.
Sollte der Bewerber allerdings auf Anweisung des Chefs betriebliche Arbeiten übernehmen, muss der Arbeitgeber den Bewerber bezahlen, auch wenn bei der Vereinbarung zur Probearbeit nicht über eine Vergütung gesprochen wurde. Meist wird hierbei nach § 612 BGB eine den Umständen angemessene Vergütung bestimmt.